# Constance Wilson-Samuel
Constance Wilson-Samuel (Toronto, Ontário, 7 de janeiro de 1908 – Kansas City, Missouri, 28 de fevereiro de 1953) foi uma patinadora artística canadense, que competiu no individual feminino e nas duplas. Ela conquistou uma medalha de bronze em campeonatos mundiais, e foi nove vezes campeã no individual feminino e seis vezes nas duplas do campeonato nacional canadense. Wilson-Samuel disputou os Jogos Olímpicos de Inverno de 1928, 1932 e 1936.

## Principais resultados

### Individual feminino
| Resultados                                                            | Resultados        | Resultados      | Resultados       | Resultados       | Resultados       | Resultados      | Resultados      | Resultados      | Resultados      | Resultados        | Resultados      | Resultados      | Resultados      | Resultados    |
| Internacional                                                         | Internacional     | Internacional   | Internacional    | Internacional    | Internacional    | Internacional   | Internacional   | Internacional   | Internacional   | Internacional     | Internacional   | Internacional   | Internacional   | Internacional |
| Evento/Temporada                                                      | 1922– 1923        | 1923– 1924      | 1924– 1925       | 1925– 1926       | 1926– 1927       | 1927– 1928      | 1928– 1929      | 1929– 1930      | 1930– 1931      | 1931– 1932        | 1932– 1933      | 1933– 1934      | 1934– 1935      | 1935– 1936    |
| --------------------------------------------------------------------- | ----------------- | --------------- | ---------------- | ---------------- | ---------------- | --------------- | --------------- | --------------- | --------------- | ----------------- | --------------- | --------------- | --------------- | ------------- |
| Jogos Olímpicos                                                       |                   |                 |                  |                  |                  | 6.ª             |                 |                 |                 | 4.ª               |                 |                 |                 | WD            |
| Campeonato Mundial                                                    |                   |                 |                  |                  |                  | 4.ª             |                 | 4.ª             |                 | Medalha de bronze |                 |                 |                 |               |
| Campeonato Norte-Americano                                            |                   |                 |                  |                  | Medalha de prata |                 | Medalha de ouro |                 | Medalha de ouro |                   | Medalha de ouro |                 | Medalha de ouro |               |
| Nacional                                                              |                   |                 |                  |                  |                  |                 |                 |                 |                 |                   |                 |                 |                 |               |
| Campeonato Canadense                                                  | Medalha de bronze | Medalha de ouro | Medalha de prata | Medalha de prata | Medalha de ouro  |                 | Medalha de ouro | Medalha de ouro | Medalha de ouro | Medalha de ouro   | Medalha de ouro | Medalha de ouro | Medalha de ouro |               |
| Campeonato Britânico                                                  |                   |                 |                  |                  |                  | Medalha de ouro |                 |                 |                 |                   |                 |                 |                 |               |
|                                                                       |                   |                 |                  |                  |                  |                 |                 |                 |                 |                   |                 |                 |                 |               |
| Legenda: WD = Abandonou; Competição não foi disputada nesta temporada |                   |                 |                  |                  |                  |                 |                 |                 |                 |                   |                 |                 |                 |               |

### Duplas com Montgomery Wilson
| Resultados                                            | Resultados        | Resultados      | Resultados      | Resultados      | Resultados       | Resultados      | Resultados      | Resultados       | Resultados        | Resultados    | Resultados    | Resultados    | Resultados    | Resultados    | Resultados    | Resultados    |
| Internacional                                         | Internacional     | Internacional   | Internacional   | Internacional   | Internacional    | Internacional   | Internacional   | Internacional    | Internacional     | Internacional | Internacional | Internacional | Internacional | Internacional | Internacional | Internacional |
| Evento/Temporada                                      | 1926– 1927        |                 | 1928– 1929      | 1929– 1930      | 1930– 1931       | 1931– 1932      | 1932– 1933      | 1933– 1934       | 1934– 1935        |               |               |               |               |               |               |               |
| ----------------------------------------------------- | ----------------- | --------------- | --------------- | --------------- | ---------------- | --------------- | --------------- | ---------------- | ----------------- | ------------- | ------------- | ------------- | ------------- | ------------- | ------------- | ------------- |
| Jogos Olímpicos                                       |                   |                 |                 |                 | 5.ª              |                 |                 |                  |                   |               |               |               |               |               |               |               |
| Campeonato Mundial                                    |                   |                 | 4.ª             |                 | 6.ª              |                 |                 |                  |                   |               |               |               |               |               |               |               |
| Campeonato Norte-Americano                            | Medalha de bronze | Medalha de ouro |                 | Medalha de ouro |                  | Medalha de ouro |                 | Medalha de prata |                   |               |               |               |               |               |               |               |
| Nacional                                              |                   |                 |                 |                 |                  |                 |                 |                  |                   |               |               |               |               |               |               |               |
| Campeonato Canadense                                  | Medalha de prata  |                 | Medalha de ouro | Medalha de ouro | Medalha de prata | Medalha de ouro | Medalha de ouro | Medalha de ouro  | Medalha de bronze |               |               |               |               |               |               |               |
|                                                       |                   |                 |                 |                 |                  |                 |                 |                  |                   |               |               |               |               |               |               |               |
| Legenda: Competição não foi disputada nesta temporada |                   |                 |                 |                 |                  |                 |                 |                  |                   |               |               |               |               |               |               |               |

### Duplas com Errol Morson
| Resultados           | Resultados      | Resultados | Resultados | Resultados | Resultados | Resultados | Resultados | Resultados | Resultados | Resultados | Resultados | Resultados | Resultados | Resultados | Resultados | Resultados |
| Nacional             | Nacional        | Nacional   | Nacional   | Nacional   | Nacional   | Nacional   | Nacional   | Nacional   | Nacional   | Nacional   | Nacional   | Nacional   | Nacional   | Nacional   | Nacional   | Nacional   |
| Evento/Temporada     | 1932– 1933      |            |            |            |            |            |            |            |            |            |            |            |            |            |            |            |
| -------------------- | --------------- | ---------- | ---------- | ---------- | ---------- | ---------- | ---------- | ---------- | ---------- | ---------- | ---------- | ---------- | ---------- | ---------- | ---------- | ---------- |
| Campeonato Canadense | Medalha de ouro |            |            |            |            |            |            |            |            |            |            |            |            |            |            |            |
|                      |                 |            |            |            |            |            |            |            |            |            |            |            |            |            |            |            |

### Quartetos com Fisher, Wilson, and Sprott
| Resultados                 | Resultados       | Resultados    | Resultados    | Resultados    | Resultados    | Resultados    | Resultados    | Resultados    | Resultados    | Resultados    | Resultados    | Resultados    | Resultados    | Resultados    | Resultados    | Resultados    |
| Internacional              | Internacional    | Internacional | Internacional | Internacional | Internacional | Internacional | Internacional | Internacional | Internacional | Internacional | Internacional | Internacional | Internacional | Internacional | Internacional | Internacional |
| Evento/Temporada           | 1925– 1926       |               |               |               |               |               |               |               |               |               |               |               |               |               |               |               |
| -------------------------- | ---------------- | ------------- | ------------- | ------------- | ------------- | ------------- | ------------- | ------------- | ------------- | ------------- | ------------- | ------------- | ------------- | ------------- | ------------- | ------------- |
| Campeonato Norte-Americano | Medalha de prata |               |               |               |               |               |               |               |               |               |               |               |               |               |               |               |
|                            |                  |               |               |               |               |               |               |               |               |               |               |               |               |               |               |               |